# Neoramia allanae
Neoramia allanae är en spindelart som beskrevs av Forster och Wilton 1973. Neoramia allanae ingår i släktet Neoramia och familjen trattspindlar. Inga underarter finns listade i Catalogue of Life.